# دابروفا غورنيزا
دابروفا غورنيزا (بالبولندية: Dąbrowa Górnicza) وهي مدينة تقع جنوب بولندا في محافظة سيليزيا تقع بالقرب من مدينة كاتوفيتسه و مدينة سوسنوفييتش، ويبلغ عدد سكانها 124 ألف وتبلغ مساحة المدينة 188 كلم مربع.

## توأمة
لدابروفا غورنيزا اتفاقيات توأمة مع كل من:
- ألتشيفسك
- Câmpulung Moldovenesc [الإنجليزية]‏
- Studénka [الإنجليزية]‏

## أعلام
- إيرينا نيتو
- جانوس جاجوس
- أدريان ماريك
- ستنيسو أرنولد